# Myotis longipes
Myotis longipes is een zoogdier uit de familie van de gladneuzen (Vespertilionidae). De wetenschappelijke naam van de soort werd voor het eerst geldig gepubliceerd door Dobson in 1873.

## Voorkomen
De soort komt voor in Afghanistan, China, India, Nepal en mogelijk Vietnam.